# 柳滨 (1920年)
柳滨（1920年5月30日—2005年10月1日），原名巴芳敏，女，满族，辽宁新民人，中华人民共和国政治人物，曾任江西省人大常委会副主任。